# Psittirostra
Psittirostra is een uitgestorven geslacht van zangvogels uit de vinkachtigen (Fringillidae).

## Soorten
Het geslacht kent de volgende soort:
- Psittirostra psittacea – O'u